# Suad Salih
Suad Salih (arabisch سعاد صالح, auch Suad Saleh transkribiert; * 1945) ist eine ägyptische Professorin für islamische und arabische Studien an der al-Azhar-Universität und eine populäre Fernsehpredigerin.

## Leben
Sie ist Professorin an der Fakultät für islamische und arabische Studien. Sie machte im Jahre 1973 ihren Master-Abschluss. Seit 2002 ist sie Leiterin der theologischen Abteilung an der Fakultät für islamische Studien für Mädchen.
Sie tritt für ein Verbot des Gesichtsschleiers (Niqab) an Universitäten ein.
Sie vertritt die Ansicht, dass es keine Passage im Koran gebe, welche Frauen die Bedeckung ihres Gesichtes vorschreibt. Dies sei eine alte Beduinentradition. Als Reaktion darauf wurde sie von einem Prediger in Gize mit dem Tode bedroht. Ein Mitglied des Obersten Islam-Rates erhob Klage gegen Salih wegen Beleidigung verschleierter Frauen.
Sie ist unter anderem Autorin eines Werks zum klassisch-islamischen Erbrecht (Aḥkām al-mīrāṯ wa-l-waṣiyya fī aš-šarīʿa al-islāmiyya [Erbrechts- und Testamentsregeln im islamischen Recht], Al-Qāhira [Kairo] 1412 AH = 1991 AD).
Das Middle East Media Research Institute veröffentlichte ein Video, in dem sie Sklaverei und Vergewaltigung, unter bestimmten Umständen, im Einklang mit dem Islam sieht. Das Video soll vom 12. September 2014 stammen und Teil einer Ausstrahlung im ägyptischen Fernsehen gewesen sein. Dieses Video diente einer Verbreitung falscher Anschuldigungen, Suad Salih hätte u. a. die Vergewaltigung von nicht-muslimischen Frauen durch Muslime legitimiert und in Einklang mit Islam gesehen.